# Фосъл (град, Орегон)
Фосъл (на английски: Fossil) е град в окръг Уийлър, щата Орегон, САЩ. Фосъл е с население от 469 жители (2000) и обща площ от 2 km². Намира се на 809 m надморска височина. ЗИП кодът му е 97830, а телефонният му код е 541.